# In the Court of the Dragon
In the Court of the Dragon è il decimo album in studio del gruppo musicale statunitense Trivium, pubblicato l'8 ottobre 2021 dalla Roadrunner Records.

## Antefatti e pubblicazione
Appena due mesi dopo l'uscita del nono album What the Dead Men Say, già nel giugno 2020 il chitarrista Corey Beaulieu annuncia che i Trivium sono al lavoro per la produzione di un nuovo disco. Il 7 luglio 2021 viene pubblicato un criptico video di due minuti, teaser del video ufficiale di un nuovo brano che viene pubblicato due giorni dopo, ovvero In the Court of the Dragon. Il 10 agosto successivo, altre immagini e video cripitici vengono pubblicati sui profili social del gruppo, in anticipazione del secondo singolo Feast of Fire, pubblicato il 12 agosto con il relativo video musicale. Nel contempo, viene annunciato che il decimo album del gruppo, intitolato In the Court of the Dragon, verrà pubblicato l'8 ottobre 2021.
Un EP intitolato Deadmen and Dragons, contenente gli ultimi due singoli pubblicati e alcune tracce del loro concerto in livestream A Light or a Distant Mirror, viene pubblicato in esclusiva nel numero di settembre 2021 della rivista musicale tedesca Metal Hammer. Il 1º ottobre viene pubblicato il terzo singolo estratto dall'album, la traccia di chiusura The Phalanx, accompagnato da un video ufficiale realizzato con scene tratte dal nuovo DLC del videogioco The Elder Scrolls Online, in collaborazione con la casa di sviluppo Bethesda.

## Accoglienza
| Recensione      | Giudizio |
| --------------- | -------- |
| AllMusic        |          |
| Kerrang!        |          |
| Louder Sound    |          |
| Metal Injection |          |
| Wall of Sound   |          |

Thom Jurek di AllMusic, con un giudizio di 4 stelle su 5, definisce "brutale" il lavoro del gruppo, dichiarando che in esso riescono a convergere metalcore, thrash metal, progressive metal, e technical death metal, e loda la produzione di Josh Wilbur. La redazione di Wall of Sound scrive che «sin da The Sin and the Sentence, [il gruppo] è riemerso con una chiara consapevolezza di sé stesso e del tipo di musica che vuole [realizzare]: ci sono ritornelli da arena, riff molto pesanti, assoli tecnici e una sensibilità lirica che unisce il personale con il mitologico», definendo i Trivium come uno dei migliori gruppi metal in circolazione ed elargendo al disco un voto di 10 su 10. Dan Slessor di Kerrang! giudica l'album con 4/5, ritenendo che In the Court of the Dragon ha significato per i Trivium un tuffo nel passato («hanno presentato un album che potrebbe essere un sequel di Ascendancy del 2005»), senza tuttavia compromettere la loro integrità e dimostrandosi una degna aggiunta al loro repertorio.

## Tracce
Testi e musiche dei Trivium, eccetto dove indicato.
1. X – 1:27 (Ihsahn)
2. In the Court of the Dragon – 5:09
3. Like a Sword Over Damocles – 5:30
4. Feast of Fire – 4:18
5. A Crisis of Revelation – 5:35
6. The Shadow of the Abattoir – 7:11
7. No Way Back Just Through – 3:53
8. Fall into Your Hands – 7:45
9. From Dawn to Decadence – 4:08
10. The Phalanx – 7:15

Tracce bonus nell'edizione giapponese
1. Beyond Oblivion (Live) – 5:21
2. Amongst the Shadows & the Stones (Live) – 5:39

## Formazione
- Matthew Kiichi Heafy – voce, chitarra
- Corey Beaulieu – chitarra, voce secondaria
- Paolo Gregoletto – basso, voce secondaria
- Alex Bent – batteria, percussioni

## Classifiche
| Classifica (2021) | Posizione massima |
| ----------------- | ----------------- |
| Australia         | 9                 |
| Austria           | 7                 |
| Belgio (Fiandre)  | 49                |
| Belgio (Vallonia) | 52                |
| Finlandia         | 11                |
| Francia           | 94                |
| Germania          | 7                 |
| Giappone          | 46                |
| Irlanda           | 69                |
| Portogallo        | 16                |
| Regno Unito       | 20                |
| Spagna            | 73                |
| Stati Uniti       | 71                |
| Svizzera          | 4                 |